# Forcipomyia heterocera
Forcipomyia heterocera är en tvåvingeart som beskrevs av Jean-Jacques Kieffer 1913. Forcipomyia heterocera ingår i släktet Forcipomyia och familjen svidknott. Inga underarter finns listade i Catalogue of Life.